# فرانك هوغر
فرانك هوغر (بالإنجليزية: Frank Huger)‏ هو ضابط أمريكي، ولد في 1837 في نورفولك في الولايات المتحدة، وتوفي في 1897 في روانوك في الولايات المتحدة.